# Bandera de Grajera
La bandera de Grajera es uno de los símbolos de Grajera, un municipio de la provincia de Segovia, comunidad autónoma de Castilla y León, dentro de España.

## Descripción
Esta bandera fue oficializada el 4 de abril de 2008, y su descripción es la siguiente:

«Paño cuadrado, de proporción 1:1, de color blanco, con un aspa de color azul cuyos brazos tienen una anchura de 1/8 de la del paño. Sobrepuesto al centro, el escudo municipal en sus colores.»
Boletín Oficial de Castilla y León nº 180/2008